# Braunsapis malliki
Braunsapis malliki är en biart som beskrevs av Reyes 1991. Braunsapis malliki ingår i släktet Braunsapis och familjen långtungebin. Inga underarter finns listade.